# Kula Obradić-Bevilaqua u Gromin Dolcu
Kula Obradić-Bevilaqua, danas kuća Machiedo, nalazi se u Gromin Dolcu na Hvaru.

## Opis
Kula Obradić-Bevilaqua, danas Machiedo nalazi se u Gromin Dolcu. Kvadratnog je tlocrta, građena od klesanih kvadera. Krov je na četiri vode s malim akroterijem, pokrov je kupa kanalica. Zbog nagiba, na istoku je trokatnica, a na zapadu dvokatnica. Na zapadu je stambeni, na istoku gospodarski ulaz, kamene stube uz južno pročelje vode gospodarskom prizemlju. Pročelja su raščlanjena jednom prozorskom osi, prozori uokvireni kamenim gredama. Ispod dvostrešnog luminara na zapadnu su dvije konzole najvjerojatnije obrambene namjene. Sagradio ju je oko 1660. godine Ivan Obradić Bevilaqua, vitez sv. Marka, i jedna je od najočuvanijih ladanjskih i fortifikacijskih građevina 17. stoljeća na Hvaru.

## Zaštita
Pod oznakom Z-4945 zavedena je kao nepokretno kulturno dobro - pojedinačno, pravna statusa zaštićena kulturnog dobra, klasificirano kao "profana graditeljska baština".